# Антон, Фридрих Макс
Фридрих Макс Антон (нем. Friedrich Max Anton; 2 августа 1877, Борнштедт — 18 августа 1939, Бонн) — немецкий дирижёр и композитор, музыкальный педагог.

## Биография
Учился в Мюнхене у Бернхарда Ставенхагена и Франкфурте-на-Майне у Джеймса Кваста. Затем преподавал фортепиано в музыкальных школах Мёнхенгладбаха и Детмольда, во второй из них занял должность директора, которую в конце концов вынужден было оставить в 1918 г. ввиду вызванной военными и революционными событиями разрухи. В 1919—1922 гг. был генеральмузикдиректором Оснабрюка, затем в 1922—1930 гг. занимал тот же пост в Бонне, возглавляя таким образом Боннский городской оркестр. Автор скрипичного (Op. 21, 1928), гобойного и виолончельного концертов, ряда других произведений. Сочинял также стихи — в частности, Антону принадлежат слова и музыка гимна одного из первых германских футбольных клубов Mönchengladbacher FC 94 — гимн был сочинён по случаю победы клуба в первом региональном чемпионате Западной Германии в 1909 году.